# Christian Ludwig Gerling (Theologe)

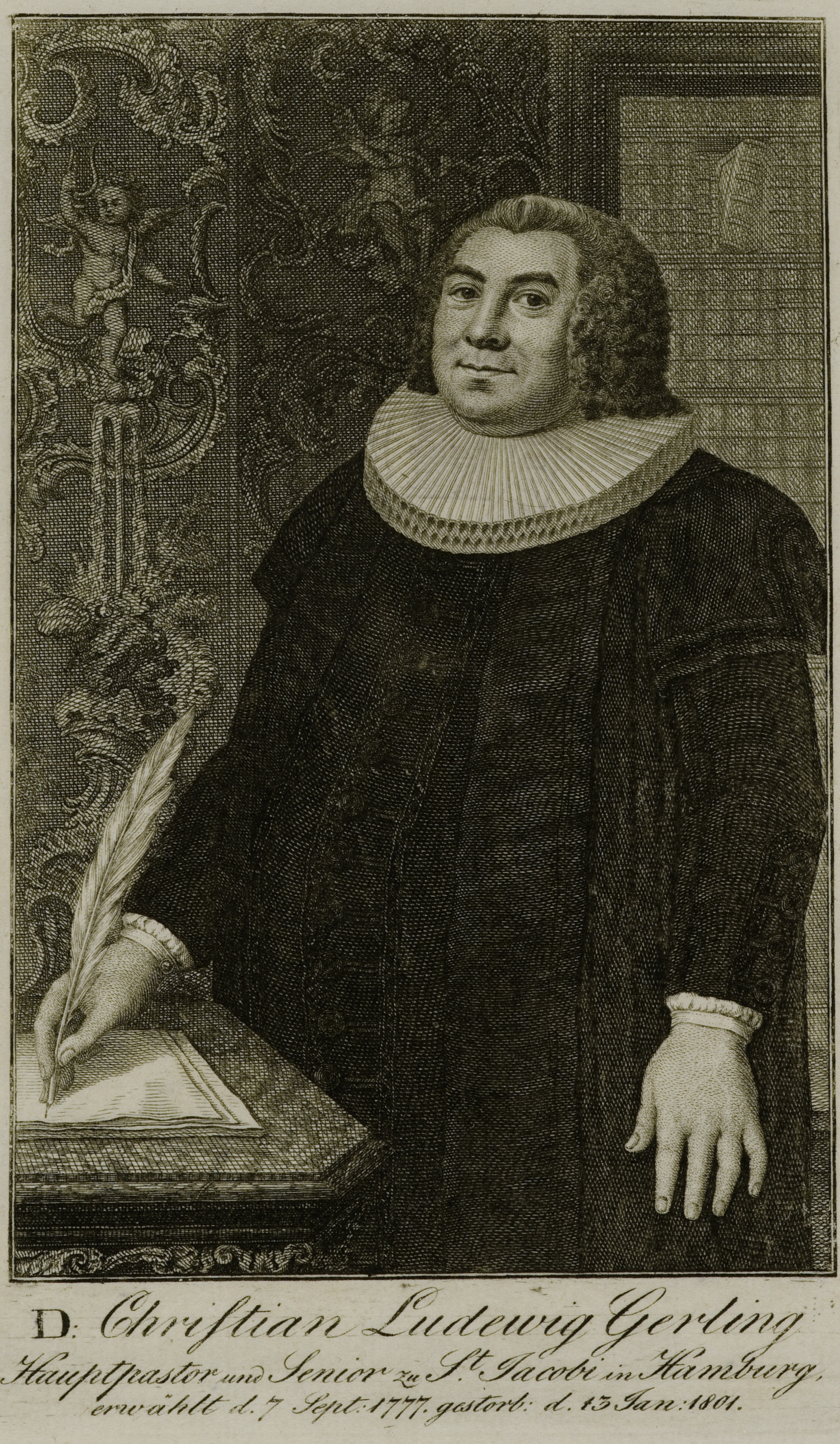
Darstellung von Christian Ludwig Gerling

Christian Ludwig Gerling, auch: Ludwig Gerling (* 11. November 1745 in Rostock; † 13. Januar 1801 in Hamburg) war ein deutscher lutherischer Theologe und Hauptpastor der Hamburger Jacobikirche.

## Leben
Gerling war der Sohn des Pastors der Rostocker Marienkirche (Joachim) Wilhelm Gerling (1695–1755) und dessen Ehefrau Margareta Agneta, der Tochter des Pastors an St. Jakobi, Peter Becker.
Gerling wurde früh Waise und wurde von seinem älteren Bruder, Peter Gerling, Pastor an der Marienkirche, erzogen. Er studierte Theologie, zunächst an der Universität Rostock, dann ab 1767 an der Universität Göttingen. Hier wurde er 1769 Magister und im selben Jahr zum zweiten Prediger an der Universitätskirche berufen. Im Februar 1771 wurde er zum Adjunkt der theologischen Fakultät in Göttingen ernannt. 1773 nahm er den Ruf zum deutschen Hofprediger nach London an. 1776 kam er als Professor der Theologie und Prediger am Kloster zum Heiligen Kreuz nach Rostock; am 26. Dezember dieses Jahres erhielt er in Göttingen die theologische Doktorwürde. Schon im folgenden Jahr, am 7. September 1777 erreichte ihn die Berufung als Nachfolger von Samuel Christian Ulber zum Hauptpastor an der St. Jakobikirche in Hamburg. Am 28. November wurde er in einem Festgottesdienst, bei dem Carl Philipp Emanuel Bach eine eigens komponierte Kantate aufführte, in sein Amt eingeführt. Am 28. April 1784 wurde er Senior des Hamburger geistlichen Ministeriums und damit der leitende Geistliche der Hamburger Kirche.
Am 30. Mai 1780 heiratete er Lucia Charlotte Adolfine Helmer aus Hamburg. Er starb 1801, erst 56-jährig. Von seinen Kindern wurde vor allem sein gleichnamiger Sohn Christian Ludwig Gerling (1788–1864) als Mathematiker, Astronom und Marburger Ehrenbürger bekannt.
Johann Heinrich Vincent Nölting schrieb ihm eine Gedenkschrift.

## Werke
- Von der Vorbereitung zum Tode: eine Predigt. London 1774.
- Predigt bey der feyerlichen Einführung des Hochehrwürdigen und Hochgelahrten Herrn M. Johannes Wolff, Pastor bey der evangelischen St. Marien Kirche in der Savoy zu London, den 2ten October 1774 in gedachter Kirche. Miller, London 1774.
- De summa atque aeterna Jesu Christi divinitate. Rosenbusch, Göttingen 1776.
- Christian Ludwig Gerlings Antritts- und Abschieds-Predigt in Rostock. Koppe, Rostock 1777.
- Auszüge aus seinen Sonntags-Fest und Passions-Predigten. Jahrgangsweise, Hamburg 1779–1788.